# Нойенштадт-ам-Кохер
Нойенштадт-на-Кохере (нем. Neuenstadt am Kocher) — город в Германии, в земле Баден-Вюртемберг. 
Подчинён административному округу Штутгарт. Входит в состав района Хайльбронн. Население составляет 9634 человека (на 31 декабря 2010 года). Занимает площадь 41,18 км². Официальный код  —  08 1 25 069.
Город подразделяется на 5 городских районов.

## Фотографии
- Замок
- Замок
- Замок